# Vladimir Semyonov (water-polo)
Pour les articles homonymes, voir Semionov.
Vladimir Viktorovich Semyonov (en russe : Владимир Викторович Семёнов, né le 10 mai 1938 à Moscou et mort le 21 novembre 2016) est un joueur de water-polo soviétique (russe), avec deux médailles d'argent et une de bronze olympiques.